# Dendrexetastes paraensis paraensis
Dendrexetastes paraensis paraensis ou arapaçu-canela-de-belém é uma subéspecie de Dendrexetastes rufigula, pertencente à família Dendrocolaptidae e ao gênero Dendrexetastes.
Se trata de um espécie endemica do Brasil, e possivelmente perderá seu status de subespécie e será elevada à categoria de espécie plena.

## Área de Ocorrência
Ocorre na Amazônia Oriental, restrito ao Centro de Endemismo Belém. 
A distribuição é fragmentada dentro de sua extensão de ocorrência, mas não se conhecem os motivos que determinam sua presença ou ausência. 
Habita florestas de terra firme ou sazonalmente alagadas, em vários estágios de sucessão, preferindo, no entanto, florestas em estágio sucessional mediano, próximas à água.

## População
Aparentemente não foi registrado entre 1959 e 2005. Os registros nos últimos 60 anos são muito raros, a despeito de buscas exaustivas. Não há dados disponíveis sobre o tamanho da população (atual ou anterior), mas é possível inferir um declínio histórico substancial devido à perda de habitat.

## Ameaças
A principal ameaça à espécie é a perda e degradação de habitat gerada por ações humanas, especialmente a exploração madeireira e a ocupação pela agropecuária.